# Hans-Jürgen Hehn
Hans-Jürgen Hehn, född den 1 oktober 1944 i Lauda, Tyskland, är en västtysk fäktare som tog OS-silver i herrarnas lagtävling i värja i samband med de olympiska fäktningstävlingarna 1976 i Montréal.